# سكاي ماب دوت أورغ
Sky-Map.org (أو WikiSky.org) هيَ ويكي وَخريطة سماوية تفاعُلية تُغطي أكثر من نصف مِليار جُرم سماوي.

## حقوق التأليف والنشر لصور ويكي سكاي
بَعض الصُور من ويكي سكاي مِثل صُور المسح الرقمي للسماء (DSS2) وَصُور مسح سلووان الرقمي للسماء (SDSS) مُرخصة تحت «الاسخدام غير التجاري». حقوق بيانات المسح الرقمي للسماء تُحفظ بواسطة عدد من المؤسسات. أما الصُور من مرصد هابل الفضائي وَمقراب سبيتزر الفضائي (الأشعة تحت الحمراء) أو مستكشف تطور المجرات (الأشعة فوق البنفسجية) فهي تحت الملكية العامة لناسا وَالحكومة الفيدرالية للولايات المتحدة.

## وصلات خارجية
- الموقع الرسمي